# 서격렬비도
서격렬비도(西格列飛島)는 대한민국 충청남도 태안군에 위치한 무인도이다. 북격렬비도, 동격렬비도와 함께 격렬비열도를 이루며, 충청남도의 최서단을 이루는 세 섬 중에도 가장 서쪽에 위치해 있다. 대한민국의 영해 범위를 결정하는 영해기점 23개 도서 중 하나로 포함되어 있다.
서격렬비도가 속한 격렬비열도는 태안군 안흥항에서 서쪽으로 55km, 중화인민공화국 산둥반도에서는 동쪽으로 270km 떨어진 곳에 위치해 있다.

## 상세
서격렬비도는 지금으로부터 약 7000만년 전 화산 폭발로 생성되어, 대한민국에서 가장 오래된 화산섬으로 꼽힌다.
산림청 소유로 되어 있는 북격렬비도와는 달리, 서격렬비도는 처음부터 개인 소유였다. 현 소유주는 2003년 10월경 일반 입찰을 통해 매입했고 지금까지 소유하고 있다.
2014년 4월 1일 새벽 4시 48분에는 서격렬비도에서 서북서쪽으로 100km 떨어진 지점에서 규모 5.1의 강진이 발생하기도 했다. 이로 인해 충청도와 수도권에 진동이 느껴졌으나 큰 피해는 없었다. 이 지진은 규모 순으로 역대 대한민국의 지진 중에서 3위에 달했다.
2014년 12월 26일, 서승환 국토교통부 장관은 서격렬비도를 포함한 8개 무인도서를 외국인 토지거래허가구역으로 지정한다고 밝혔다. 이를 통해 기존의 무인도서 5곳과 합쳐 13개 무인도서가 토지거래 제한 범위에 들어가게 되었다. 외국인 토지를 매입하고자 하는 경우에는 시·군·구청장의 허가 없이 토지거래가 불가능하게 된다.

## 특정도서
서격렬비도는 해식애, 해식동 등 지형경관의 자연성이 우수하고, 멸종위기생물 Ⅱ인 섬개개비가 서식하고, 괭이갈매기가 집단번식하고 있어 독도 등 도서지역의 생태계보전에 관한 특별법에 의거 특정도서로 지정되었다.

## 행위 제한
특정도서안에서는 「독도법」 제8조에 의거 누구든지 다음 각호의 1에 해당하는 행위를 하거나 허가를 하여서는 안된다.
- 건축물·공작물의 신축·개축·증축
- 개간·매립·준설 또는 간척
- 택지의 조성·토지의 형질변경·토지의 분할
- 공유수면의 매립
- 입목·죽의 벌채 또는 훼손
- 도로의 신설
- 흙·모래·자갈·돌의 채취, 광물의 채굴, 지하수의 개발
- 가축의 방목, 야생동물의 포획·살생 또는 그 알의 채취, 야생식물의 채취
- 특정도서에 서식하거나 도래하는 야생 동·식물 또는 특정도서 안에 존재하는 자연적 생성물을 그 섬 밖으로 반출하는 행위
- 특정도서 안으로 생태계 위해 외래 동·식물을 반입하는 행위
- 폐기물을 매립 또는 투기하는 행위
- 인화물질을 이용하여 음식물을 짓거나 야영을 하는 행위
- 지질·지형·자연적 생성물의 형상손괴 기타 이와 유사한 행위

## 같이 보기
- 대한민국의 영해 기점
- 북격렬비도